# Patricio Escudero
Patricio Escudero Troncoso (Santiago, 16 de marzo de 1935) es un militar y jinete chileno que compitió en la modalidad de adiestramiento. Ganó dos medallas en los Juegos Panamericanos de 1967, oro en la prueba por equipos y plata en individual.

## Palmarés internacional
| Juegos Panamericanos | Juegos Panamericanos | Juegos Panamericanos | Juegos Panamericanos |
| Año                  | Lugar                | Medalla              | Categoría            |
| -------------------- | -------------------- | -------------------- | -------------------- |
| 1967                 | Winnipeg (Canadá)    | Medalla de oro       | Por equipos          |
| 1967                 | Winnipeg (Canadá)    | Medalla de plata     | Individual           |